# Рани Вірменії
«Рани Вірменії» (вірм. Վերք Հայաստանի, Верк Аястані) — історичний роман Хачатура Абовяна 1841 року, написаний араратським (єреванським) діалектом. Перший вірменський роман, перший сучасний східновірменський літературний твір і дебютний роман Абовяна. Вважається шедевром Хачатура Абовяна. Завдяки своєму твору визнаний засновником сучасної східновірменської мови.
Уперше опублікований 1858 року в місті Тифліс, який був культурним центром російських вірмен до Громадянської війни в Росії, через десять років після зникнення Абовяна.

## Назва
Роман найбільш відомий під назвою «Рани Вірменії» (вірм. Վերք Հայաստանի, Верк Аястані), хоча спочатку мала назву «Рани Вірменії: Біль патріота» (вірм. Վերք Հայաստանի. ողբ հայրենասերի, Верк Аястані. Воґб Айренасері).

## Тло
Хачатур Абовян народився в Канакері, невеликому селі поблизу Єревана в 1809 році, яке на той час входило до складу Перської імперії. 1827 року Єреван був захоплений російськими військами. З 1830 по 1836 року Абовян здобував освіту в Тартуському університеті. Хачатур Абовян написав книгу в 1841 році.

## Зміст
Засновано на випадку, який стався в місті Канакер під час російсько-перської війни 1826–1828 років. Молоду вірменську дівчину Тахуні викрадають воїни Хосейн-хана Сардара, правителя Еріванського ханства. Головний герой Агасі вбиває останніх й рятує дівчину. Брат перського шаха Хасан вирішує покарати Агасі і таким чином руйнує низку вірменських міст.

## Публікації та переклади
Вперше роман був опублікований у 1858 році в Тифлісі, який тоді був частиною Російської імперії. Пізніше його видавали за радянських часів (1948, 1959, 1975) і в незалежній Вірменії (2005, 2009). На сьогодні роман мав 16 публікацій вірменською мовою окремими книжками.
Першою мовою, на яку було перекладено роман, була російська (Сергій Шервінський). У 1948 році російське перекладне видання було опубліковане в Єревані та Москві, а згодом перевидане в 1955, 1971 і 1977 роках у Єревані. 1978 і 2005 роках воно було опубліковане в Москві.
У 2005 році Ваге Баладуні переклав передмову до роману Абовяна англійською мовою. Він був опублікований в Єревані Музеєм літератури й мистецтва. (ISBN 9993060607, OCLC 76872486)
Роман також був опублікований латиською (1960), литовською (1980) та румунською (2015) мовами.